# Polar Music
Polar Music – szwedzka wytwórnia płytowa założona w 1963 przez Stiga Andersona i jego kolegę Bengta Bernhaga. W początkowych latach dla wytwórni nagrywał zespół Hootenanny Singers. Światową sławę wytwórni przyniósł zespół ABBA nagrywający dla niej swoje piosenki od 1972 do 1982. W 1989 właściciel sprzedał swą wytwórnię PolyGramowi.